# Teruyuki Okazaki
Teruyuki Okazaki (岡崎 照幸 Okazaki Teruyuki?, Fukuoka, Japón; 22 de junio de 1931-Filadelfia, Estados Unidos; 21 de abril de 2020), fue un karateca japonés cinturón negro, décimo Dan de Karate estilo Shotokan, fue fundador, presidente y principal instructor de la International Shotokan Karate Federation (ISKF).

## Biografía
Junto con el maestro Gichin Funakoshi y Masatoshi Nakayama, Okazaki ayudó a crear el programa de entrenamiento de Instructores de la JKA. 
Okazaki nació en la prefectura de Fukuoka en Japón. Creció estudiando judo, kendo y aikido. En 1948, con dieciséis años, ingresó a la Universidad Takishoku. Fue allí donde comenzó su entrenamiento en karate. Estudió principalmente bajo Gichin Funakoshi (fundador del Shotokan) y Masatoshi Nakayama. En 1953, Okazaki se graduó y fue inmediatamente nombrado entrenador del equipo de Takushoku. Ese mismo año, se decidió que Okazaki sería entrenado como un "caso de prueba" para el Programa de Entrenamiento de Instructores JKA que aún se estaba formulando. En 1955, fue designado como responsable del programa, que produjo algunos de los líderes más integrales del Shotokan moderno. Takayuki Mikami, Takaura Eiji y Hirokazu Kanazawa están entre los primeros graduados de este programa. 
Como parte de un plan de Nakayama para extender la práctica del Karate Shotokan internacionalmente, Okazaki fue a los Estados Unidos en 1961 con la intención original de permanecer solo seis meses, pero desde entonces abrió un dojo en Filadelfia, Pensilvania donde se estableció de manera permanente. En 1977, Okazaki fundó la Federación Internacional de Karate Shotokan. 
Falleció a los ochenta y ocho años en Filadelfia el 21 de abril de 2020 a causa de la enfermedad COVID-19 durante la pandemia de coronavirus de Estados Unidos.

## Publicaciones
Okazaki ha publicado dos libros sobre sus experiencias: The Textbook of Modern Karate y Perfection of Character: Guiding Principles For The Martial Arts & Everyday Life.